# Ford's Theatre National Historic Site
Pour les articles homonymes, voir Ford.
Le Ford's Theatre National Historic Site est une aire protégée américaine située à Washington, la capitale du pays. Créé en 1965 et inscrit au Registre national des lieux historiques le 15 octobre 1966, ce site historique national protège le théâtre Ford et la Petersen House qui lui fait face, lieux-clés de l'assassinat d'Abraham Lincoln en avril 1865.